# Saltonacris tarapotensis
Saltonacris tarapotensis är en insektsart som beskrevs av Marius Descamps 1976. Saltonacris tarapotensis ingår i släktet Saltonacris och familjen gräshoppor. Inga underarter finns listade i Catalogue of Life.